# Kamar Qayah
Kamar Qayah (persiska: كمر قيه, قورت دو) är en ort i Iran.   Den ligger i provinsen Ardabil, i den nordvästra delen av landet, 500 km nordväst om huvudstaden Teheran. Kamar Qayah ligger 379 meter över havet och antalet invånare är 227.
Terrängen runt Kamar Qayah är lite kuperad. Runt Kamar Qayah är det ganska tätbefolkat, med 58 invånare per kvadratkilometer. Närmaste större samhälle är Germī, 18,3 km sydväst om Kamar Qayah. Trakten runt Kamar Qayah består till största delen av jordbruksmark.